# シシャパンマ
シシャパンマ（Shishapangma）またはゴサインタン（ネパール語: गोसाईथान Gōsāīthān）は、ヒマラヤ山脈にある山。標高は8027 mで世界第14位。

## 概要
シシャパンマとはチベット語で「牛も羊も死に絶えて、麦も枯れる地方」の意味。ゴサインタンはサンスクリット語由来で「神の座」を意味する。
全部で14座ある8000メートル峰の中で、完全に中華人民共和国領内（チベット）にある唯一の山である。また8000メートル峰の中で、世界で最後に登頂された山である。なお標高に関しては8012 m、または8013 mとする資料もある。

## 登山
1964年5月2日の初登頂は人類にとって最後の8000 m級処女峰への登頂で、中国の許競隊長以下総勢10名は午前6時前に標高7700 mのキャンプを出発し、午前10時20分（日本時間・同日午前11時20分）に山頂へ到達した。
北側のノーマルルートから登る場合、主峰の前に中央峰（8008 m）に登ることになる。主峰に登るには中央峰からナイフリッジを進むか、中央峰の下から雪崩の起きやすい斜面をトラバースする必要がある。この部分がノーマルルートの核心部になる。
中央峰の到達をもって登頂を主張する登山者が少なからずおり、各国の山岳会や認定機関などの記録と登山者の主張に食い違いが見られる事がある。

### 登頂歴
- 1964年5月2日 -  許競ら10人（初登頂）
- 1981年- 田部井淳子（女性初及び日本人初登頂）
- 1982年 - ダグ・スコット、アレックス・マッキンタイア、ロジャー・バクスター＝ジョーンズの3人が南西壁を初登攀。
小西浩文が登頂
- 1987年 - イェジ・ククチカ、アルトゥール・ハイゼルが西稜新ルートを登攀。スキー滑降。
- 1989年 - アンドレイ・シュトレムフェリ、パヴェル・コチェクが南西壁新ルートを登攀。
- 1990年 - エアハルト・ロレタン、ヴォイテク・クルティカ、ジャン・トロワイエの3人が南西壁新ルートを登攀。
- 1993年 - クシストフ・ヴィエリツキが南西壁ルートで単独登攀し初登頂
- 2004年12月11日 - ジャン・クリストフ・ラファイユが南壁ルートで単独登頂。初の冬季登頂を主張[3]。
- 2005年1月14日 - シモーネ・モーロ、ピオトル・モラフスキが冬期初登頂。
- 2005年 - 竹内洋岳が南西壁ルートで登頂し北側に縦走。
- 2024年10月4日 - 石川直樹が14座の最後に登頂[4]。
  - 10月9日 - 渡邊直子が登頂し、日本人女性初の8000メートル峰14座登頂を達成する。